# Rosa arabica
Rosa arabica är en rosväxtart som beskrevs av Crépin. Rosa arabica ingår i släktet rosor, och familjen rosväxter. Inga underarter finns listade i Catalogue of Life.